# Karolinki
Karolinki – wieś w Polsce, położona w województwie wielkopolskim, w powiecie rawickim, w gminie Miejska Górka.
| SIMC    | Nazwa    | Rodzaj     |
| ------- | -------- | ---------- |
| 0373215 | Goruszki | część wsi  |
| 0373238 | Jagodnia | przysiółek |

W okresie Wielkiego Księstwa Poznańskiego (1815-1848) miejscowość wzmiankowana jako kolonia Karolinów należała do wsi mniejszych w ówczesnym pruskim powiecie Kröben (krobskim) w rejencji poznańskiej. Karolinów należał do okręgu sarnowskiego tego powiatu i stanowił część majątku Miejska Górka, którego właścicielem był wówczas (1846) książę Sułkowski. Według spisu urzędowego z 1837 roku kolonia Karolinów liczyła 50 mieszkańców, którzy zamieszkiwali 8 dymów (domostw).
W latach 1975–1998 miejscowość administracyjnie należała do województwa leszczyńskiego.